# Handwritten (альбом Шона Мендеса)
Handwritten (укр. Рукописний) — дебютний студійний альбом канадського співака Шона Мендеса, що вийшов 14 квітня 2015 року лейблом Island Records. Він дебютував в чарті США Billboard 200 під першим номером з продажами у 119.000 альбомно-еквівалентних одиниць за перший тиждень, з яких 106.000 — це чисті продажі альбому. До альбому увійшов сингл «Stitches», який потрапив у топ-5 чарту США Billboard Hot 100 і посів першу сходинку в чарті UK Singles Chart, в той час як перевидання альбому містить пісню «I Know What You Did Last Summer», що увійшла в топ-20 чарту США.

## Випуск
Після підписання контракту з лейблом Island Records в червні 2014 року Мендес випустив свій дебютний сингл «Life of the Party», яка сягнула 24 сходинки американського чарту Billboard Hot 100. Після випуску дебютного мініальбому The Shawn Mendes EP 28 липня 2014 року було продано 48.000 копій за перший тиждень. Мендес оприлюднив назву свого дебютного альбому і обкладинку 27 січня 2015 року, і він був доступний для попереднього замовлення з 2 лютого 2015 року.
Handwritten перевидали 20 листопада 2015 року. До нього увійшло п'ять концертних записів з Greek Theatre і чотири абсолютно нові пісні.

## Сингли
«Life of the Party» вийшов як провідний сингл дебютного міні-альбому Мендеса The Shawn Mendes EP 25 червня 2014 року. Пісня також стала першим синглом альбому Handwritten. Прем'єра ліричного кліпу на пісню, де Мендес співає в закусочній на Джордж-стріт, відбулася на Vevo 30 червня 2014 року.
«Something Big», вийшов як другий сингл альбому 7 листопада 2014 року. Презентація офіційного кліпу на пісню відбулася 11 листопада 2014 року на Vevo, і воно стало першим офіційним музичним відео Мендеса.
«Stitches», вийшов як третій та водночас заключний синглу альбому 5 травня 2015 року. Пісня дебютувала в чарті Billboard Hot 100 13 червня 2015 року на 89 сходинці і стала першою піснею Мендеса, що піднялася в топ-10, сягнувши 4 місця.
«I Know What You Did Last Summer» вийшов як сингл з перевидання альбому 18 листопада 2015 року. Пісня записана у співпраці з Камілою Кабелло, учасницею дівочого гурту Fifth Harmony. Пісня посіла 20 сходинку чарту Billboard Hot 100.

### Інші пісні
Перед виданням альбому, Мендес випустив п'ять пісень для попереднього замовлення в iTunes. Перша пісня «A Little Too Much» вийшла 2 лютого, той ж дня почалися попередні замовлення альбому. Музичне відео на пісню було представлене на каналі Мендеса на Vevo 4 лютого. Мендес повідомив у Instagram, що друга промо-пісня  «Never Be Alone» стане доступною для завантаження 16 лютого. Офіційний кліп на пісню вийшов 25 лютого. Акустична версія синглу «Life of the Party», що увійшла до делюкс-версії альбому, вийшла як четвертий сингл для попереднього замовлення 30 березня опівночі, того ж дня, як було опубліковано для прослуховування уривки кожної пісні в iTunes. Пісня «Kid in Love» вийшла як п'ятий і заключний треку альбому і стів доступним для завантаження 6 квітня опівночі, за тиждень до виходу альбому, в той час як музичне відео на акустичну версію «Life of the Party», було опубліковано на каналі Шона Мендеса на Vevo 10 квітня. Музичне відео на пісню «Aftertaste» було представлено 17 квітня.

## Критика
Handwritten отримав змішані відгуки від музичних критиків. На Metacritic, який визначає «середній зважений» рейтинг зі 100 балів на основі незалежних оцінок і відгуків від критиків, альбом отримав оцінку 58, на підставі 5 відгуків.
Редактор Billboard Карл Вілсон позитивно оцінив сингли «Life of the Party», «Stitches» і блакитноокий соул-трек «I Don't Even Know Your Name», зазначивши, останній створений під впливом творчості Джастіном Тімберлейком і Бруно Марса. Каролайн Салліван, у статті для Гардіан, оцінила альбом на три з п'яти зірок, додавши: «У свої 16 роках Мендес не артист, він буде ним у 25, але він зробив переконливий старт — доросла поп-ліга ще може бути його». Нік Мюррей з Rolling Stone схарактеризував Мендеса як «хорошого хлопця гітариста під впливом акустичної поп-творчості Еда Ширана.»

## Комерційна успішність
Альбом дебютував під першим номером в чарті США Billboard 200, отримавши 119.000 альбомно-еквівалентних одиниць, та за перший тиждень було продано 106.000 його копій. Він став одним з наймолодших артистів, поступившись лише Джастіну Біберу, який на той час майже п'ять років був наймолодшим артистом, чий альбом очолював чарт Billboard 200. Біберу було 16 років і 2 місяці, коли його альбом My World 2.0 посів перше місце хіт-параду, а Мендесу було 16 років і 8 місяців. На другому тижні, альбом опустився на сімнадцяту сходинку з 20000 альбомно-еквівалентними одиницями, з яких 12.000 становили чисті продажі альбому. Зниження продажів альбому сягнуло 89 % (з 106.000 копій), перевершивши антирекорд альбому Мадонни MDNA (2012). Станом на серпень 2016 року, рукописне продав 391,000 копій в Сполучених Штатах. Станом на серпень 2016 року, продано 391.000 копій Handwritten в Сполучених Штатах.
На Батьківщині Мендеса в Канаді, альбом дебютував в чарті під першим номером і за перший тиждень було продано 14.000 копій, відповідно до даних Nielsen SoundScan. На другому тижні, альбом спустився на шосту сходинку чарту.

## Трек-лист
| Handwritten – Стандартне видання | Handwritten – Стандартне видання | Handwritten – Стандартне видання                                 | Handwritten – Стандартне видання       | Handwritten – Стандартне видання |
| #                                | Назва                            | Автор                                                            | Продюсери                              | Тривалість                       |
| -------------------------------- | -------------------------------- | ---------------------------------------------------------------- | -------------------------------------- | -------------------------------- |
| 1.                               | «Life of the Party»              | Ідо Змішлані Скотт Гарріс                                        | Змішлані                               | 3:35                             |
| 2.                               | «Stitches»                       | Деніел Паркер [en] Тедді Гейгер [en] Деніел «Daylight» Кайрікідс | Daylight Гейгер Паркер                 | 3:27                             |
| 3.                               | «Never Be Alone»                 | Шон Мендес Скотт Гарріс Мартін Терефе [en] Глен Скотт [en]       | Терефе                                 | 3:36                             |
| 4.                               | «Kid in Love»                    | Мендес Змішлані Гарріс                                           | Змішлані Терефе                        | 3:46                             |
| 5.                               | «I Don't Even Know Your Name»    | Мендес Гарріс Терефе Джеффрі Ворбертон                           | Терефе                                 | 3:00                             |
| 6.                               | «Something Big»                  | Мендес Змішлані Гарріс                                           | Змішлані                               | 2:41                             |
| 7.                               | «Strings»                        | Мендес Гарріс Емілі Воррен [en]                                  | Луї Біянканієлло [en] Сем Ваттерс [en] | 3:11                             |
| 8.                               | «Aftertaste»                     | Мендес Гарріс Воррен                                             | Біянканієлло Ваттерс                   | 2:50                             |
| 9.                               | «Air» (за участі Astrid S)       | Мендес Гарріс Воррен                                             | Craven J Гарріс                        | 3:14                             |
| 10.                              | «Crazy»                          | Мендес Ворбертон Терефе                                          | Мендес Ворбертон                       | 3:12                             |
| 11.                              | «A Little Too Much»              | Мендес                                                           | Змішлані                               | 3:07                             |
| 12.                              | «This Is What It Takes»          | Мендес Ворбертон Терефе Змішлані Гарріс                          | Терефе                                 | 3:50                             |
| 39:29                            |                                  |                                                                  |                                        |                                  |

| Handwritten – Делюкс видання (бонусні треки) | Handwritten – Делюкс видання (бонусні треки) | Handwritten – Делюкс видання (бонусні треки) | Handwritten – Делюкс видання (бонусні треки) | Handwritten – Делюкс видання (бонусні треки) |
| #                                            | Назва                                        | Автор                                        | Продюсери                                    | Тривалість                                   |
| -------------------------------------------- | -------------------------------------------- | -------------------------------------------- | -------------------------------------------- | -------------------------------------------- |
| 13.                                          | «Bring It Back»                              | Мендес Ворбертон Терефе                      | Терефе                                       | 2:40                                         |
| 14.                                          | «Imagination»                                | Мендес Терефе Скотт                          | Терефе                                       | 3:38                                         |
| 15.                                          | «The Weight»                                 | Мендес Гарріс Джошуа Грант                   | Craven J Гарріс (add.)                       | 3:05                                         |
| 48:52                                        |                                              |                                              |                                              |                                              |

| Handwritten – Делюкс видання iTunes (бонусні треки) | Handwritten – Делюкс видання iTunes (бонусні треки) | Handwritten – Делюкс видання iTunes (бонусні треки) | Handwritten – Делюкс видання iTunes (бонусні треки) | Handwritten – Делюкс видання iTunes (бонусні треки) |
| #                                                   | Назва                                               | Автор                                               | Продюсери                                           | Тривалість                                          |
| --------------------------------------------------- | --------------------------------------------------- | --------------------------------------------------- | --------------------------------------------------- | --------------------------------------------------- |
| 16.                                                 | «Life of the Party» (Acoustic)                      | Змішлані Гарріс                                     | Змішлані                                            | 3:14                                                |
| 52:06                                               |                                                     |                                                     |                                                     |                                                     |

| Handwritten – Ексклюзивне делюкс видання Target і ексклюзивне видання HMV Canada (бонусні треки) | Handwritten – Ексклюзивне делюкс видання Target і ексклюзивне видання HMV Canada (бонусні треки) | Handwritten – Ексклюзивне делюкс видання Target і ексклюзивне видання HMV Canada (бонусні треки) | Handwritten – Ексклюзивне делюкс видання Target і ексклюзивне видання HMV Canada (бонусні треки) | Handwritten – Ексклюзивне делюкс видання Target і ексклюзивне видання HMV Canada (бонусні треки) |
| #                                                                                                | Назва                                                                                            | Автор                                                                                            | Продюсери                                                                                        | Тривалість                                                                                       |
| ------------------------------------------------------------------------------------------------ | ------------------------------------------------------------------------------------------------ | ------------------------------------------------------------------------------------------------ | ------------------------------------------------------------------------------------------------ | ------------------------------------------------------------------------------------------------ |
| 16.                                                                                              | «Don't Want Your Love»                                                                           | Мендес Змішлані Ворбертон                                                                        | Змішлані                                                                                         | 2:51                                                                                             |
| 17.                                                                                              | «Lost»                                                                                           | Мендес Воррен Гарріс Грант                                                                       | Craven J Гарріс                                                                                  | 3:16                                                                                             |
| 18.                                                                                              | «Handwritten Demos»                                                                              |                                                                                                  |                                                                                                  | 9:01                                                                                             |
| 64:00                                                                                            |                                                                                                  |                                                                                                  |                                                                                                  |                                                                                                  |

| Handwritten – Перевидання | Handwritten – Перевидання                             | Handwritten – Перевидання                                 | Handwritten – Перевидання  | Handwritten – Перевидання |
| #                         | Назва                                                 | Автор                                                     | Продюсери                  | Тривалість                |
| ------------------------- | ----------------------------------------------------- | --------------------------------------------------------- | -------------------------- | ------------------------- |
| 4.                        | «Kid in Love» (Наживо)                                | Мендес Змішлані Гарріс                                    | Змішлані Терефе            | 4:17                      |
| 5.                        | «I Don't Even Know Your Name» (Наживо)                | Мендес Гарріс Терефе Ворбертон                            | Терефе                     | 3:37                      |
| 7.                        | «Strings» (Наживо)                                    | Мендес Гарріс Воррен                                      | Біянканієлло Ваттерс       | 3:45                      |
| 8.                        | «Aftertaste» (Наживо)                                 | Мендес Гарріс Воррен                                      | Біянканієлло Ваттерс       | 2:38                      |
| 11.                       | «A Little Too Much» (Наживо)                          | Мендес                                                    | Змішлані                   | 3:09                      |
| 13.                       | «I Know What You Did Last Summer» (з Камілою Кабелло) | Кабелло Мендес Змішлані Ноель Занканелла [en] Білл Візерс | Занканелла Змішлані (add.) | 3:43                      |
| 14.                       | «Act Like You Love Me»                                | Мендес Ворбертон                                          | Джкеар Кінг                | 3:25                      |
| 15.                       | «Running Low»                                         | Мендес                                                    | Джордан Орвош              | 4:34                      |
| 16.                       | «Memories»                                            | Мендес Ворбертон Макс Рівер                               | Джкеар Кінг                | 3:51                      |

## Чарти та сертифікації
| Чарт (2015–16)                                       | Найвища позиція |
| ---------------------------------------------------- | --------------- |
| Австралія Australian Albums (ARIA)                   | 18              |
| Австрія Austrian Albums (Ö3 Austria)                 | 37              |
| Бельгія Belgian Albums (Ultratop Flanders)           | 23              |
| Бельгія Belgian Albums (Ultratop Wallonia)           | 46              |
| Канада Canadian Albums (Billboard)                   | 1               |
| Данія Danish Albums (Hitlisten)                      | 2               |
| Нідерланди Dutch Albums (MegaCharts)                 | 5               |
| Фінляндія Finnish Albums (Suomen virallinen lista)   | 29              |
| Франція French Albums (SNEP)                         | 74              |
| German Albums (Official Top 100)                     | 43              |
| Greek Albums (IFPI)                                  | 30              |
| Ірландія Irish Albums (IRMA)                         | 11              |
| Італія Italian Albums (FIMI)                         | 10              |
| Нова Зеландія New Zealand Albums (Recorded Music NZ) | 18              |
| Норвегія Norwegian Albums (VG-lista)                 | 1               |
| Португалія Portuguese Albums (AFP)                   | 5               |
| Taiwanese Albums (Five Music)                        | 8               |
| Шотландія Scottish Albums (OCC)                      | 13              |
| Іспанія Spanish Albums (PROMUSICAE)                  | 2               |
| Швеція Swedish Albums (Sverigetopplistan)            | 4               |
| Швейцарія Swiss Albums (Schweizer Hitparade)         | 26              |
| Велика Британія UK Albums (OCC)                      | 12              |
| США Billboard 200                                    | 1               |

| Чарт (2016)                 | Позиція |
| --------------------------- | ------- |
| Danish Albums (Hitlisten)   | 10      |
| Dutch Albums (MegaCharts)   | 22      |
| Велика Британія (UK Albums) | 76      |
| США Billboard 200           | 33      |

| Регіон | Сертифікація | Продажі   |
| --- | ------------ | --------- |
| Данія (IFPI Denmark) | Платиновий   | 20,000^   |
| Мексика (AMPROFON) | Золотий      | 30,000^   |
| Норвегія (IFPI Norway) | Платиновий   | 30,000*   |
| Польща (ZPAV) | Золотий      | 10,000    |
| Швеція (IFPI Sweden) | Платиновий   | 40,000    |
| Велика Британія (BPI) | Золотий      | 106,373   |
| США (RIAA) | Платиновий   | 1,000,000 |
| *продажі, що базуються лише на сертифікаціях · ^відвантаження, що базуються лише на сертифікаціях · продажі+прослуховування, що базуються лише на сертифікаціях |              |           |

## Історія видання
| Регіон          | Дата              | Формат                             | Лейбл  | Видання           |
| --------------- | ----------------- | ---------------------------------- | ------ | ----------------- |
| Сполучені Штати | 14 квітня 2015    | CD цифрове завантаження            | Island | Стандартне делюкс |
| Сполучені Штати | 20 листопада 2015 | CD CD+ DVD LP цифрове завантаження | Island | Перевидання       |